# Szymanowice (województwo wielkopolskie)
Szymanowice – wieś w Polsce położona w województwie wielkopolskim, w powiecie pleszewskim, w gminie Gizałki.

## Historia
Wieś wymieniano już w 1250 jako Symanovich (własność Szymanowskich). W następnych wiekach należała do: Jędrzeja Żernickiego, rodu Tomickich, a od 1618 do Jakuba Pilichowskiego. W 1640 istniał tu dwór i folwark. W 1717 Rogowski sprzedał majątek rodzinie Cywińskich. Od 1789 właścicielem wsi oraz majątku był Jan Gliszczyński. Pod koniec XIX wieku dobra należały do rodziny Szarzyńskich. Po fragmentarycznej parcelacji majątek w 1907 zakupił Stanisław Kruszyński.
Do 1954 roku istniała gmina Szymanowice z siedzibą w Wierzchach. W latach 1975–1998 miejscowość położona była w województwie kaliskim.

## Kościół i cmentarz
We wsi stoi zabytkowy kościół św. Jana Chrzciciela zbudowany w 1882 (parafia istniała tu już zapewne w XIV wieku).
Na wschód od wsi leży cmentarz parafialny, na którym znajduje się mogiła powstańców styczniowych oraz liczne grobowce, w tym rodziny Sęp-Szarzyńskich.